# Московський державний театр Ленком Марка Захарова
Московський державний театр Ленком Марка Захарова (рос. Московский государственный театр Ленком Марка Захарова; «Ленком» — скор. від колишньої назви Московський театр ім. Ленінського комсомолу) — драматичний театр у Москві.

## Історія
Будівля, в якій в наш час[коли?] знаходиться театр, побудовано у 1907  —  1909 роках для московського купецького клубу архітектором І. А. Івановим-Шицем (помічником був В. К. Олтражевский). У 1913 — 1914 роках до будівлі клубу була здійснена прибудова за проектом архітекторів В. В. Адамовича і В. М. Маята. У жовтні 1917 року в будівлі розмістився політичний клуб «Будинок анархії», після його розгону тут розміщувалася Центральна школа партійної і радянської роботи . У 1919 році в будівлі був відкритий Комуністичний університет імені Я. М. Свердлова, в якому кілька разів виступав Ленін. У 1923 році в будівлі був відкритий кінотеатр «Мала Дмитрівка».
У 1925 році під патронажем комсомольської організації був відкритий Театр Робочої Молоді (скорочено «трам». До кінця 1920-х років він став дуже популярним і викликав хвилю наслідувань, ставши на чолі широкої мережі «комсомольських» театрів).
У теперішню будівлю ТРАМ переїхав в 1933 році. 20 лютого 1938 року ТРАМ був перейменований у Театр імені Ленінського комсомолу (керівник трупи Берсенєв Іван Миколайович), який з 1990 року носить назву «Ленком» (художній керівник М. А. Захаров).
У березні 2007 року в приміщенні нічного клубу «911», що розташовувався в будівлі, сталася сильна пожежа, в результаті якого загинуло 10 осіб.
У будівлі театру знаходяться: 
 — Ресторан «Болоньєзе» — Фітнес-клуб мережі «Планета-фітнес» 
 — Караоке-клуб «Утесофф»

## Сьогоднішній день
Директор театру — Варшавер Марк Борисович 

Музичний керівник — Рудницький Сергій Анатолійович
Театр і його актори активно підтримали російське військове вторгнення в Україну. Провідний актор театру Андрій Леонов та керівник театру Марк Варшавер передали автомобіль та гуманітарну допомогу російським військовим у зону військових дій від імені театру. Активно публічно підтримали війну Росії проти України й низка інших провідник акторів театру, зокрема, Олеся Железняк, Віктор Раков.

## Відомі особи
- Берсенєв Іван Миколайович — режисер, актор
- Візбор Юрій Йосипович
- Григорій Горін — драматург
- Захаров Марк Анатолійович — режисер
- Шатров Михайло Пилипович — драматург
- Олег Шейнціс — художник
- Анатолій Ефрос — режисер

## Трупа театру

### Зірки, які покинули театр
- Абдулов Олександр Гаврилович (1953&—2008) — (в театрі працював з 1975 року)
- Юрій Астаф'єв (1949—1990) — (у театрі працював з 1975 року)
- Бірман Серафима Германівна (1890—1976) — (у театрі працювала з 1937 року)
- Гіацинтова Софія Володимирівна (1890—1976) — (у театрі пропрацювала з 1938 по 1958 рік)
- Геннадій Карнович-Валуа (25.04.1920-03.07.1992)
- Всеволод Ларіонов (11.09.1928 — 08.10.2000) — (в театрі пропрацював з 1950 року)
- Леонов Євген Павлович (02.09. 1926 — 29.01.1994) — (в театрі працював з 1972 року)
- Пельтцер Тетяна Іванівна (06.06.1904 — 16.07.1992) — (в театрі працювала з 1977 року)
- Ростислав Плятт(1908—1989) — (у театрі пропрацював з 1939 по 1941 рік)
- Скоробогатов Микола Аркадійович (1923—1987)
- Павло Сміян (23.04.1957 —11.07.2009) — (в театрі пропрацював з 1981 року)
- Струнова (Шувалова) Маргарита (14.08.1938 — 23.12.2007) — (в театрі працювала з 1959 року)
- Фадєєва Олена Олексіївна (25.03.1914 — 02.08.1999) — (в театрі працювала з 1938 року)
- Олег Янковський (23.02.1944 — 20.05.2009) — (у театрі працював з 1973 року)
- Сєрова Валентина Василівна(23.12.1917 — 12.12.1975) — (в театрі пропрацювала з 1933 по 1964 рік)

### Актори
| - Степан Абрамов - Іван Агапов - Сергій Александров - Борис Беккер - Бронєвой Леонід Сергійович - Ганна Большова - Дмитро Волков - Олександра Волкова - Дмитро Гізбрехт - Ніна Горшкова - Олександра Дорохіна - Олеся Железняк - Станіслав Житарев - Олександра Захарова - Олександр Збруєв - Людмила Зоріна - Павло Капітонов - Микола Караченцов - Олександр Карнаушкін - Олег Книш - Геннадій Козлов - Юрій Количев | - Володимир Корецький - Марина Королькова - Тетяна Кравченко - Віллор Кузнєцов - Лазарев Олександр Олександрович - Естер Ламзіна - Андрій Леонов - Любов Матюшина - Катерина Мигицко - Марія Миронова - Леван Мсхіладзе - Борис Нікіфоров - Наталія Омельченко - Дмитро Пєвцов - Кирило Петров - Костянтин Пєтухов - Інна Піварс - Сергій Піотровський - Людмила Поргіна - Віктор Раков - Віктор Речман - Микола Ритенко | - Станіслав Рядінський - Сергій Сатин - Ірина Сєрова - Олександр Сірін - Олексій Скуратов - Андрій Соколов - Олена Степанова - Наталія Стукалина - Сергій Степанченко - Ігор Фокін - Наталія Хабарова - Сергій Чонішвілі - Борис Чунаєв - Інна Чурікова - Антон Шагін - Олена Шаніна - Володимир Ширяєв - Микола Шушаріна - Наталія Щукіна - Алла Юганова - Ганна Якуніна |

### Актори, які раніше працювали в театрі
- Анатолій Адоскін (до 1968)
- Алфьорова Ірина Іванівна
- Людмила Артем'єва (до 2003)
- Валентин Гафт
- Сергій Горобченко (до 2001)
- Михайло Державін (до 1969)
- Армен Джигарханян
- Антоніна Дмитрієва
- Тетяна Догілєва (до 1985)
- Дуров Лев Костянтинович
- Вадим Жуков (до 1961)
- Марина Ігнатова (до 1998)
- Каневський Леонід Семенович
- Денис Карасьов (до 1997)
- Михайло Козаков
- Лев Круглий (до 1967)
- Дмитро Марьянов
- Амалія Мордвинова (до 1998)
- Геннадій Назаров
- Радій Овчинников
- Катерина Приморська (до 2002)
- Віктор Проскурін (до 1990)
- Валентин Смирнитський (до 1967)
- Володимир Стєклов
- Терехова Маргарита Борисівна
- Олена Хмельницька (до 1994)
- Андрій Чернишов
- Олександр Ширвіндт
- Костянтин Юшкевич
- Ксенія Ентеліс (до 2003)
- Ольга Яковлєва

## Репертуар

### Постановки минулих років
- 1929 Клич фабком
- 1929 Дай п'ять
- 1931 Тривога
- 1934 Далі буде
- 1934 Чудовий сплав
- 1935 Бідність не порок
- 1939 Нора (реж. Софія Гіацинтова, Берсенєв Іван Миколайович)
- 1941 Хлопець з нашого міста (реж. Берсенєв Іван Миколайович)
- 1942 Живий труп (реж. Серафима Бірман)
- 1943 Сірано де Бержерак (реж. Серафима Бірман)
- 1944 Місяць в селі (реж. Софія Гіацинтова)
- 1944 Так і буде (реж. Берсенєв Іван Миколайович)
- 1944 Наш загальний друг (реж. Берсенєв Іван Миколайович)
- 1964 У день весілля (реж. Анатолій Ефрос, Дуров Лев Костянтинович)
- 1964 104 сторінки про любов (реж. Анатолій Ефрос)
- 1965 Мій бідний Марат (реж. Анатолій Ефрос)
- 1965 Знімається кіно (реж. Анатолій Ефрос, Дуров Лев Костянтинович)
- 1966 Чайка (реж. Анатолій Ефрос)
- 1966 Мольєр (реж. Анатолій Ефрос, Дуров Лев Костянтинович)
- 1974 Тіль (реж. Марк Захаров, Юрій Махаев)
- 1975 В списках не значився (реж. Марк Захаров, Юрій Махаев)
- 1976 « Іванов» А. П. Чехова (реж. Марк Захаров, Сергій Штейн)
- 1976 Зірка і Смерть Хоакіна Мур'єтти (реж. Марк Захаров) (знятий з репертуару в 1993)
- 1976 Гамлет (реж. Андрій Тарковський)
- 1977 Хлопець з нашого міста (реж. Марк Захаров, Юрій Махаев)
- 1978 Злодій (реж. Марк Захаров)
- 1979 Жорстокі ігри (реж. Марк Захаров, Юрій Махаев)У 1999 роки на сцену вийшла друга редакція вистави (знятий з репертуару в 2003)
- 1983 Оптимістична трагедія (реж. Марк Захаров)
- 1985 Три дівчини в блакитному (реж. Марк Захаров, Юрій Махаев)
- 1986 Диктатура совісті (реж. Марк Захаров, Юрій Махаев)
- 1986 Гамлет (реж. Гліб Панфілов)
- 1989 Мудрець (реж. Марк Захаров) (знятий з репертуару у 2004)
- 1989 Поминальна молитва (реж. Марк Захаров) (знятий з репертуару в 1995)
- 1990 Школа для емігрантів (реж. Марк Захаров)
- 1992 Бременські музиканти (реж. Петро Штейн) (знятий з репертуару в 1995)
- 1992 … Sorry (реж. Гліб Панфілов) (знятий з репертуару в 2005)
- 1994 Чайка (реж. Марк Захаров) (знятий з репертуару в 2009)
- 1995 Чеське фото (реж. Олександр Галін) (знятий з репертуару в 2002)
- 1997 Варвар і єретик (реж. Марк Захаров) (знятий з репертуару в 2008)
- 1998 Дві жінки (реж. Володимир Мірзоєв) (знятий з репертуару в 2008)
- 1999 Містифікація (реж. Марк Захаров) (знятий з репертуару в 2005)
- 2002 Приборкання приборкувачів(знятий з репертуару у 2004)
- 2003 Плач ката (реж. Марк Захаров, Ігор Фокін) (знятий з репертуару в 2008)
- 2006 Тартюф (реж. Володимир Мірзоєв) (знятий з репертуару в 2010)
- ---- Дорога Памела (реж. Петро Штейн)
- ---- Ромул Великий (реж. Петро Штейн)

### Поточний репертуар
В даний час в репертуарі театру 11 діючих вистав:
- «Юнона» та «Авось» (Постановка — Марк Захаров; прем'єра — 20.10.1981)
- Божевільний день, або Одруження Фігаро(Постановка — Марк Захаров, Юрій Махаев; прем'єра — 19.01.1993)
- Королівські ігри (Постановка — Марк Захаров; прем'єра — 12.10.1995)
- Місто мільйонерів (Постановка — Роман Самгін, Художній керівник вистави — Марк Захаров; прем'єра — 14.03.2000)
- Блазень Балакірєв (Постановка — Марк Захаров; прем'єра — 14.05.2001)
- Tout payé, або Все сплачено(Постановка — Ельмо Нюганен (Естонія); прем'єра — 27.01.2004)
- Ва-банк (Постановка — Марк Захаров; прем'єра — 10.11.2004)
- Пролітаючи над гніздом зозулі (Затьмарення)(Постановка — Александр Морфов (Болгарія); прем'єра — 27.12.2005)
- Одруження (Постановка — Марк Захаров; прем'єра — 17.06.2007 (Самара), 22.09.2007 (Москва))
- Візит пані (Постановка — Олександр Морфов (Болгарія); прем'єра — 01.10.2008)
- Вишневий сад (Постановка — Марк Захаров; прем'єра — 12.06.2009 (Санкт-Петербург), 23.09.2009 (Москва))

### Готуються до постановки
- Аквітанська левиця(Постановка — Гліб Панфілов; планована прем'єра — жовтень 2010)
- Пер Гюнт(Постановка — Марк Захаров; планована прем'єра -?)